# Dahle (Elbe)
Die Dahle ist ein linker Nebenfluss der Elbe in Sachsen. Wasserrechtlich ist sie ein Gewässer I. Ordnung.

## Verlauf
Die Dahle entspringt in der Dahlener Heide, etwa drei Kilometer nördlich von Schmannewitz. Sie fließt zunächst circa acht Kilometer bis Dahlen im Wesentlichen in südlicher Richtung, wobei sie in Schmannewitz von links den Kirchbach aufnimmt. Während sie bis Dahlen vor allem in Waldgebieten verläuft, folgen ab hier Wiesen- und Ackerflächen. In Dahlen wendet sie sich nach Osten, um in Lampertswalde nach der Aufnahme der von rechts kommenden Luppa nach Nordosten abzubiegen. Es folgen die Orte Sörnewitz, Cavertitz, Klingenhain, Schirmenitz und Außig, die alle zum Gemeindegebiet von Cavertitz gehören. Die letzte Ortslage vor der Mündung in die Elbe ist der Ortsteil Seydewitz der Stadt Belgern-Schildau. Der letzte anderthalb Flusskilometer vor der Mündung in die Elbe nahe der Elbebrücke Mühlberg bildet die Landesgrenze zu Brandenburg.

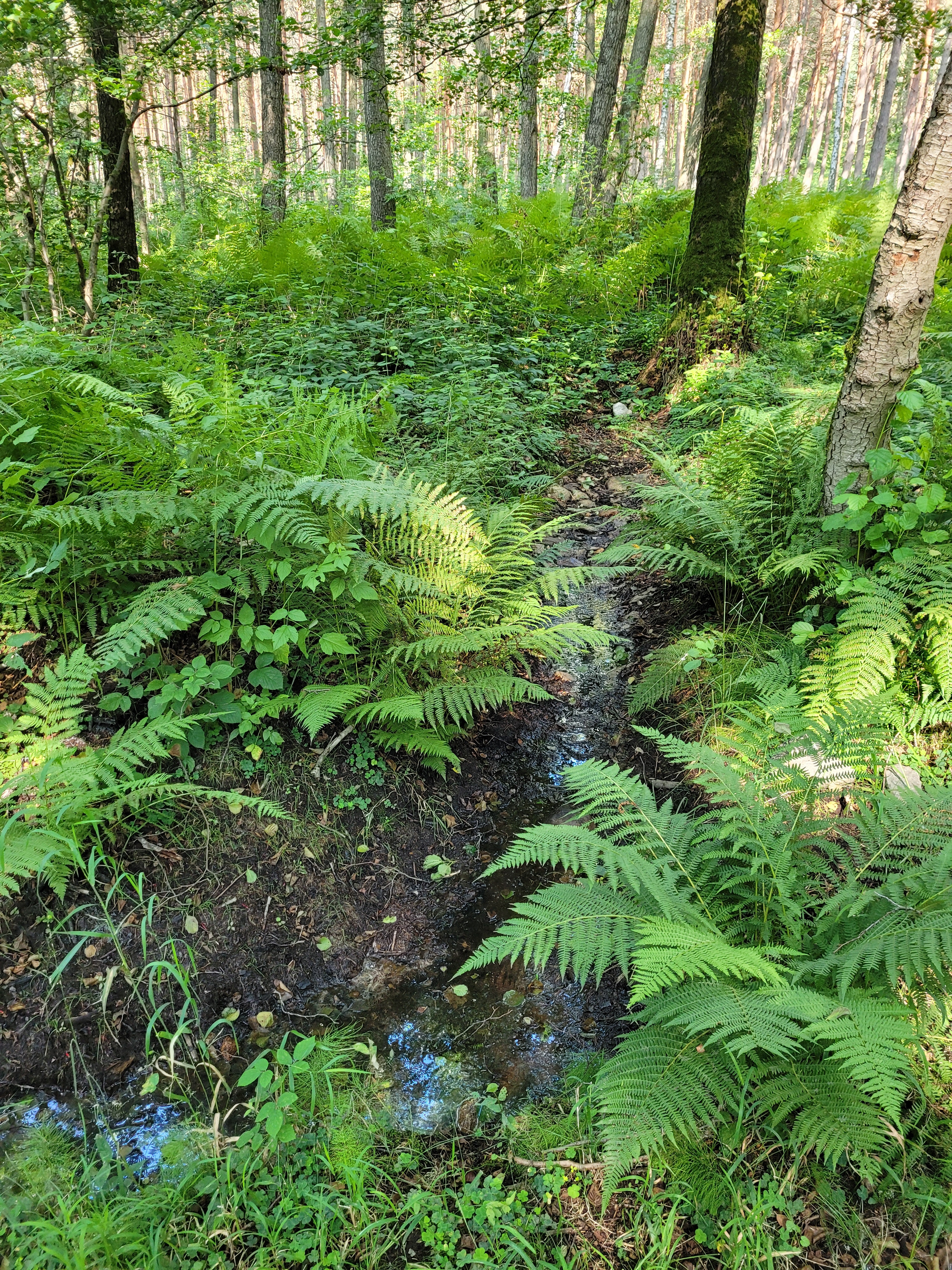
Dahlequelle
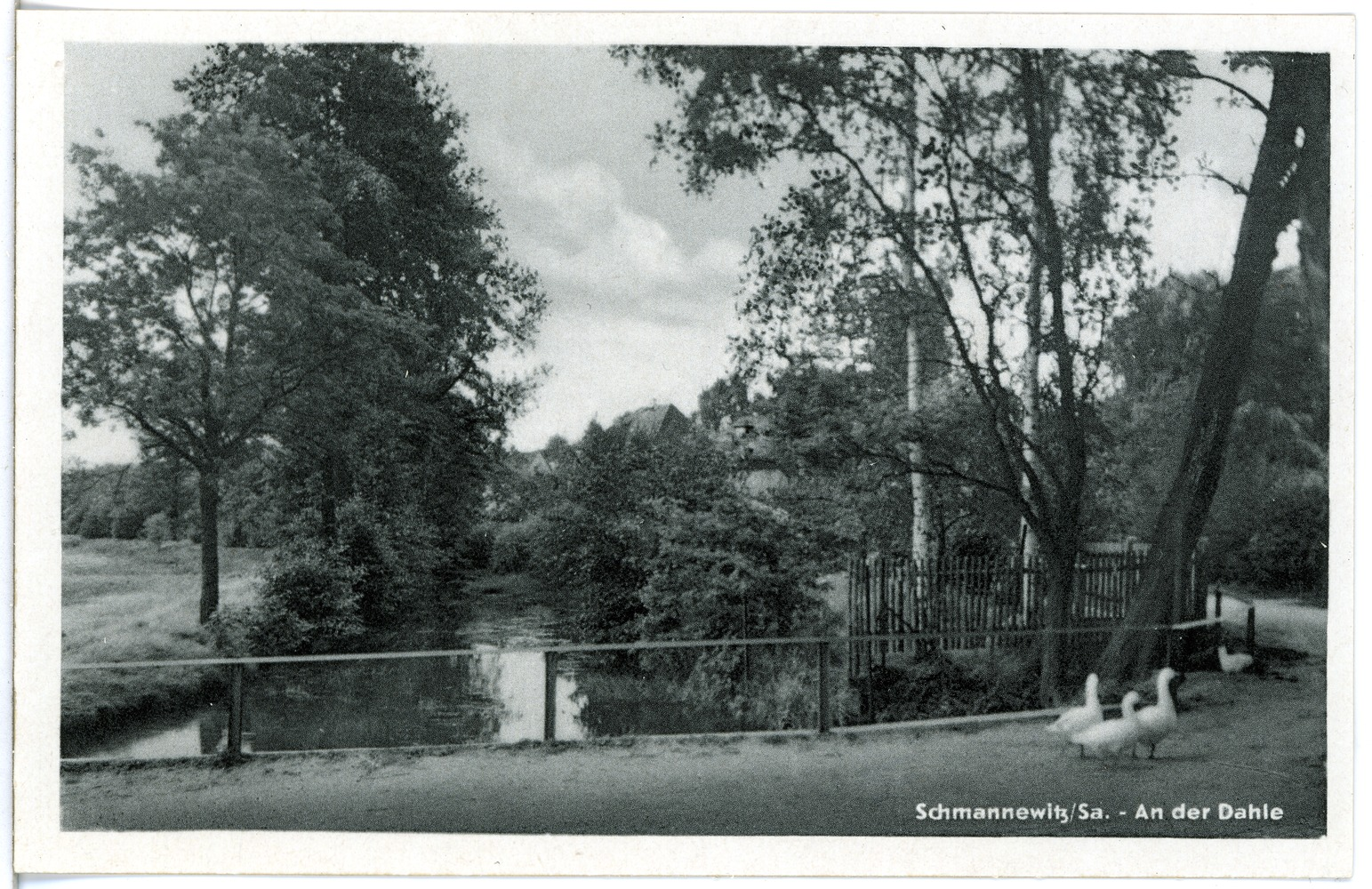
Dahle in Schmannewitz
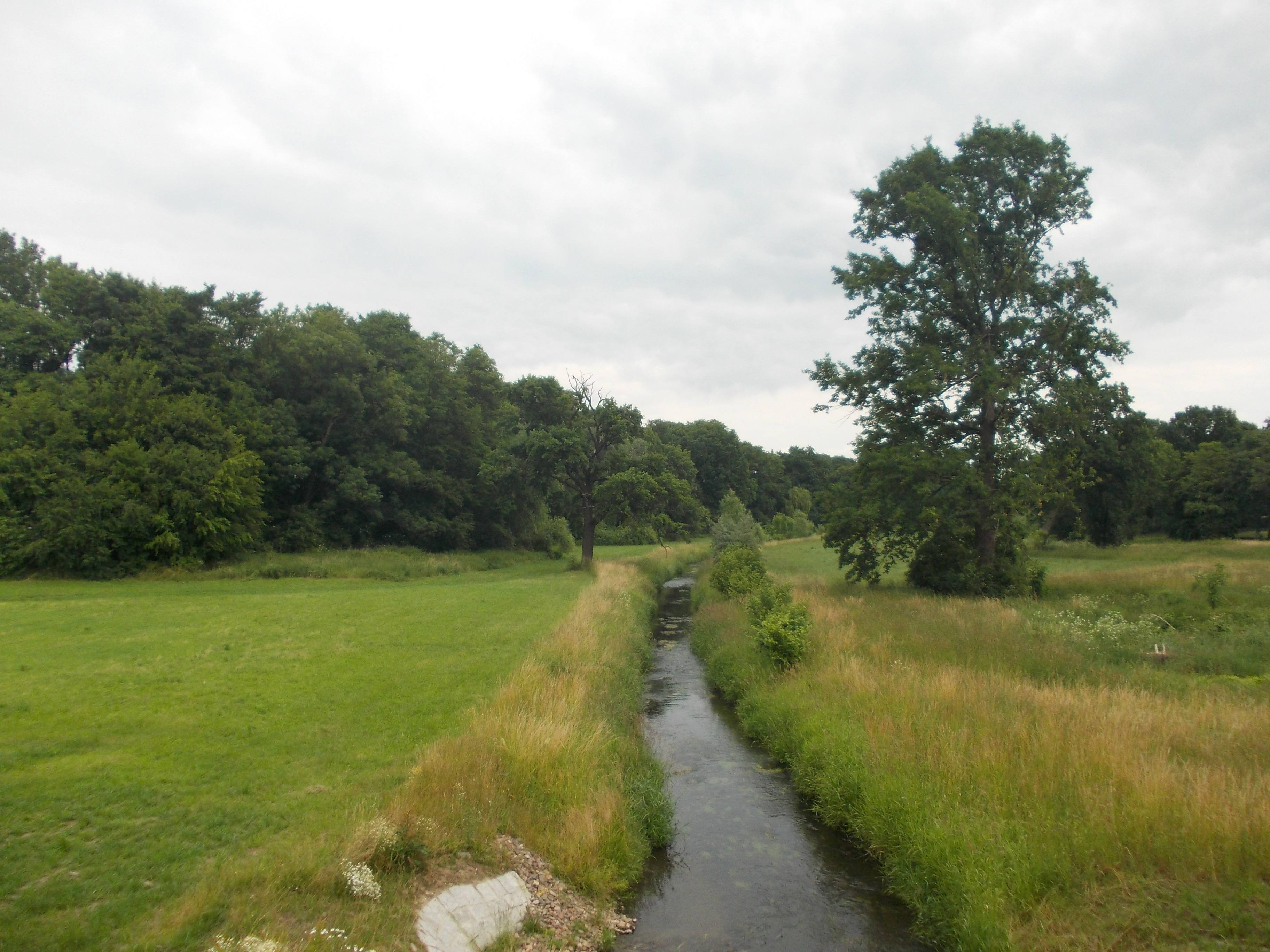
… bei Cavertitz
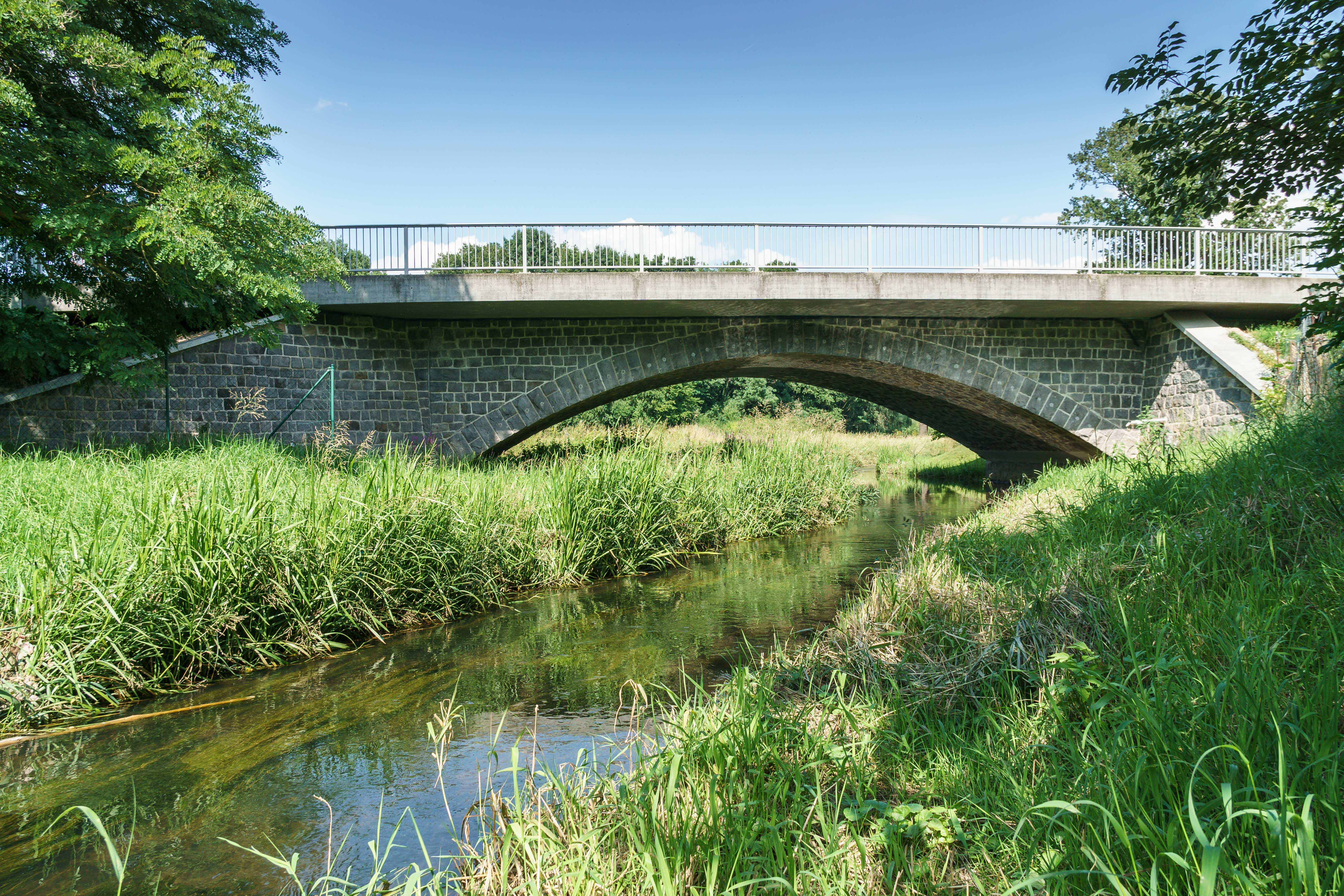
Cavertitzer Bogenbrücke

## Name
Es besteht ein offensichtlicher Zusammenhang zwischen dem Flussnamen und jenem der von der Dahle durchflossenen Stadt Dahlen. Für Letztere konstatiert das Historische Ortsnamenbuch von Sachsen einen Zusammenhang zum altsorbischen dol = Tal.